# Etienne Cosyns
Etienne Cosyns (Meerbeke, 30 december 1920 – aldaar, 23 juli 2003) was een Belgisch politicus voor de PVV en VLD.

## Levensloop
Hij was de zoon van notaris en burgemeester van Meerbeke Leo Cosyns.
In 1965 volgde hij Polydore Roosens op als burgemeester van Meerbeke. Onder zijn bestuur werd Meerbeke vanaf 1973 de aankomst van de Ronde van Vlaanderen en vond in 1977 de fusie met buurgemeente Ninove plaats. Vervolgens werd hij als kandidaat van de Centrumlijst burgemeester van de fusiegemeente, een mandaat dat hij uitoefende tot 1994. Hij werd als burgemeester van Ninove opgevolgd door Louis Waltniel.